# English Training: Have Fun Improving Your Skills!
English Training: Have Fun Improving Your Skills! (en català: «Entrenament d'anglès: divertiu-vos millorant les vostres habilitats») és un videojoc educatiu d'aprenentatge de l'anglès desenvolupat per Plato i publicat per Nintendo per a Nintendo DS. Va ser llançat al Japó el gener de 2006, arribant a diversos territoris europeus a l'octubre. Forma part de la sèrie Touch! Generations.
Va ser seguit amb una seqüela, Practise English!, i dos llançaments DSiWare (que van ser el primer llançament dels jocs a la Xina, a l'iQue DSi).

## Jugabilitat
El joc segueix l'estil de Dr. Kawashima's Brain Training, amb una detecció d'escriptura millorada. Inclou diversos exercicis per a estudiants principiants de la llengua anglesa. En els dictats, els jugadors escolten una frase o una conversa i l'escriuen a la pantalla tàctil, mentre que en els exercicis orals repeteixen una frase al micròfon i el joc els dona una puntuació en funció de la precisió de la pronunciació.
També inclou alguns exercicis addicionals desbloquejables, com ara una marató on la velocitat del corredor depèn de la velocitat d'escriptura dels jugadors, un joc en el qual han d'evitar que un ratolí robi un tros de formatge escrivint en anglès, així com simples mots encreuats. També conté un mode multijugador local mitjançant la funció DS Download Play.

## Recepció
El 2007, el joc havia venut 1.920.448 unitats al Japó i 2,86 milions a nivell internacional.